# Elecciones legislativas de la Unión Soviética de 1989
En 1989, se celebraron elecciones para el Congreso de los Diputados del Pueblo de la Unión Soviética. Las principales elecciones se celebraron el 26 de marzo, y una segunda ronda se celebró el 9 de abril. Eran las primeras elecciones nacionales relativamente libres celebradas en la Unión Soviética, y probarían ser las elecciones nacionales finales celebradas antes de que ese país se disolviera en 1991. Las elecciones fueron seguidas al año por comicios regionales en la República Socialista Federativa Soviética de Rusia.

## Contexto histórico
En enero de 1987, Mijaíl Gorbachov, secretario general del Partido Comunista de la Unión Soviética (PCUS), anunció la nueva política de demokratizátsiya (democratización). Bajo este concepto, el electorado tendría que elegir entre múltiples candidatos por distrito electoral, aunque todos los candidatos aún tendrían que ser miembros del PCUS. El concepto fue introducido por Gorbachov para permitirle eludir a los intransigentes del PCUS que se resistieron a sus campañas de reforma como la perestroika y la glásnost, al tiempo que se mantenía a la Unión Soviética como un estado comunista de partido único.
En diciembre de 1988, se modificó la constitución soviética de 1977 para crear un nuevo cuerpo legislativo, el Congreso de los Diputados del Pueblo de la Unión Soviética, para reemplazar al antiguo Soviet Supremo de la Unión Soviética unipartidista. El Congreso de los Diputados del Pueblo constaba de 2.250 diputados. 750 escaños de diputados (un tercio) estaban reservados para el PCUS y sus organizaciones afiliadas, sin embargo, los dos tercios restantes serían elegidos bajo los principios de la demokratizátsiya, con 750 bajo el sistema del antiguo Soviet de la Unión (un diputado por cada 300.000 ciudadanos) y 750 bajo el sistema del antiguo Soviet de las Nacionalidades (un número igual de diputados para cada una de las quince repúblicas de la Unión). Las elecciones para el nuevo órgano se fijaron para marzo de 1989.

## Desarrollo
Si bien la mayoría de los candidatos apoyados por el PCUS fueron elegidos (el 84 % del Congreso consistió en diputados del PCUS, según las estimaciones de Gorbachov), más de 300 candidatos independientes ganaron a los candidatos comunistas. Entre ellos estaba Borís Yeltsin, que ganó al candidato respaldado por el PCUS en el distrito de Moscú con el 89% de los votos. Fue el primer regreso de Yeltsin al poder político tras la renuncia al puesto en el Politburó en 1987 (se daría de baja en el PCUS en 1990). En tanto que en la RSFS de Rusia, Yeltsin también fue elegido posteriormente para el Congreso de los Diputados del Pueblo de la RSFS de Rusia y luego, indirectamente, para su Soviet Supremo. El fiscal anticorrupción Telman Gdlián, la etnógrafa Galina Starovóytova, el abogado Anatoli Sobchak, el físico Andréi Sájarov, el trapecista Valentín Dikul, el levantador de pesas Yuri Vlásov y el jugador de hockey Anatoli Fírsov fueron algunos de los otros candidatos independientes elegidos para el Congreso.
En general, aunque la mayoría de los escaños fueron ganados por candidatos comunistas, un miembro del Buró Político, cinco miembros del Comité Central y treinta y cinco jefes regionales del PCUS perdieron la reelección a manos de candidatos independientes. Gorbachov elogió las elecciones como una victoria para la perestroika y las elecciones fueron elogiadas en medios estatales como TASS e Izvestia, a pesar de la fuerte oposición de los comunistas intransigentes dentro del Politburó y el Comité Central.

## Consecuencias
La primera sesión del nuevo Congreso de Diputados del Pueblo de la Unión Soviética se abrió a fines de mayo de 1989. Aunque los comunistas retuvieron el control de la cámara, los reformistas independientes aprovecharon esta para el análisis y debate acerca del estado actual del sistema soviético, que es para lo que están los parlamentos, con la única televisión estatal existente transmitiendo los debates en vivo y sin censura. Borís Yeltsin logró asegurar un puesto en el Consejo de coordinación del Grupo Interregional de Diputados (Inter-regional Deputies Group), primer grupo de oposición en la historia del parlamentarismo soviético, constituido por 388 demócratas y liberales. Entre los 25 diputados que formaban parte del Consejo de coordinación estaban el físico Andréi Sájarov, el historiador Yuri Afanásiev, el economista Gavriíl Popov, el químico Víktor Palm y otras prestigiosas personalidades.  Al ser el Congreso de Diputados el último poder legislativo en la Unión Soviética, los diputados elegidos en 1989 desempeñaron un papel vital en la continuación de las reformas que contribuyeron finalmente a la disolución de la Unión Soviética en 1991.